# Ferrari 612 Scaglietti
O 612 Scaglietti é um modelo Grand tourer da Ferrari equipado com motor V12. Veio em 2004 para substituir o 456M, apesar de ser maior. Devido a esse seu tamanho, o 612 Scaglietti possui quatro lugares e acomoda confortavelmente quatro adultos. O veículo é dotado de um motor V12 de 540 cv de potência.